# بارا دو پیرای
بارا دو پیرای (به پرتغالی: Barra do Piraí) یک منطقهٔ مسکونی در برزیل است که در ریو دو ژانیرو واقع شده‌است. بارا دو پیرای ۵۷۸٫۴۷۱ کیلومتر مربع مساحت و ۱۰۰٬۷۶۴ نفر جمعیت دارد و ۳۶۳ متر بالاتر از سطح دریا واقع شده‌است.